# Charinus brasilianus
Charinus brasilianus es una especie de amblipigio del género Charinus, familia Charinidae. Fue descrita científicamente por Weygoldt en 1972.
Habita en América del Sur.El caparazón de los machos mide de 2,88 a 3,68 mm de largo por 4,15 a 5,28 mm y el de las hembras mide de 2,80 a 3,32 mm de largo por 4,15 a 5,00 mm.